# Ujung Baru
Ujung Baru is een bestuurslaag in het regentschap Aceh Tenggara van de provincie Atjeh, Indonesië. Ujung Baru telt 708 inwoners (volkstelling 2010).